# Stazione di Blackheath
La stazione di Blackheath è una stazione ferroviaria situata nel tratto in comune della ferrovia Lewisham-Rochester e della ferrovia Lewisham-Dartford (via Bexleyheath). L'impianto è a servizio del quartiere di Blackheath nel borgo londinese di Lewisham.

## Storia
Gran parte della stazione originale, che risale al 1849 a livello di binari e al 1879 a livello di biglietteria, rimane ancora oggi. Fu costruita utilizzando i tipici "mattoni di Londra" su progetto di George Smith, progettista anche della stazione di Greenwich.

### Incidenti
Il 16 dicembre 1864, sei vagoni di una risanatrice provenienti da Charlton si staccarono dalla parte posteriore e furono investiti da un treno passeggeri espresso proveniente da Maidstone, distruggendo il treno. Cinque addetti della risanatrice rimasero uccisi nella collisione e molti passeggeri rimasero feriti; un sesto addetto e il fuochista del treno passeggeri morirono in seguito per le ferite riportate.

## Movimento
Blackheath è un nodo ferroviario con servizi ferroviari suburbani operati da Southeastern.

## Interscambi
Nelle vicinanze della stazione effettuano fermata alcune linee automobilistiche urbane, gestite da London Buses.
- Fermata autobus